# Moulins-Engilbert
Moulins-Engilbert is een gemeente in het Franse departement Nièvre (regio Bourgogne-Franche-Comté). De plaats maakt deel uit van het arrondissement Château-Chinon (Ville). Moulins-Engilbert telde op 1 januari 2022 1.354 inwoners.

## Geografie
De oppervlakte van Moulins-Engilbert bedroeg op 1 januari 2022 40,76 vierkante kilometer; de bevolkingsdichtheid was toen 33,2 inwoners per km².

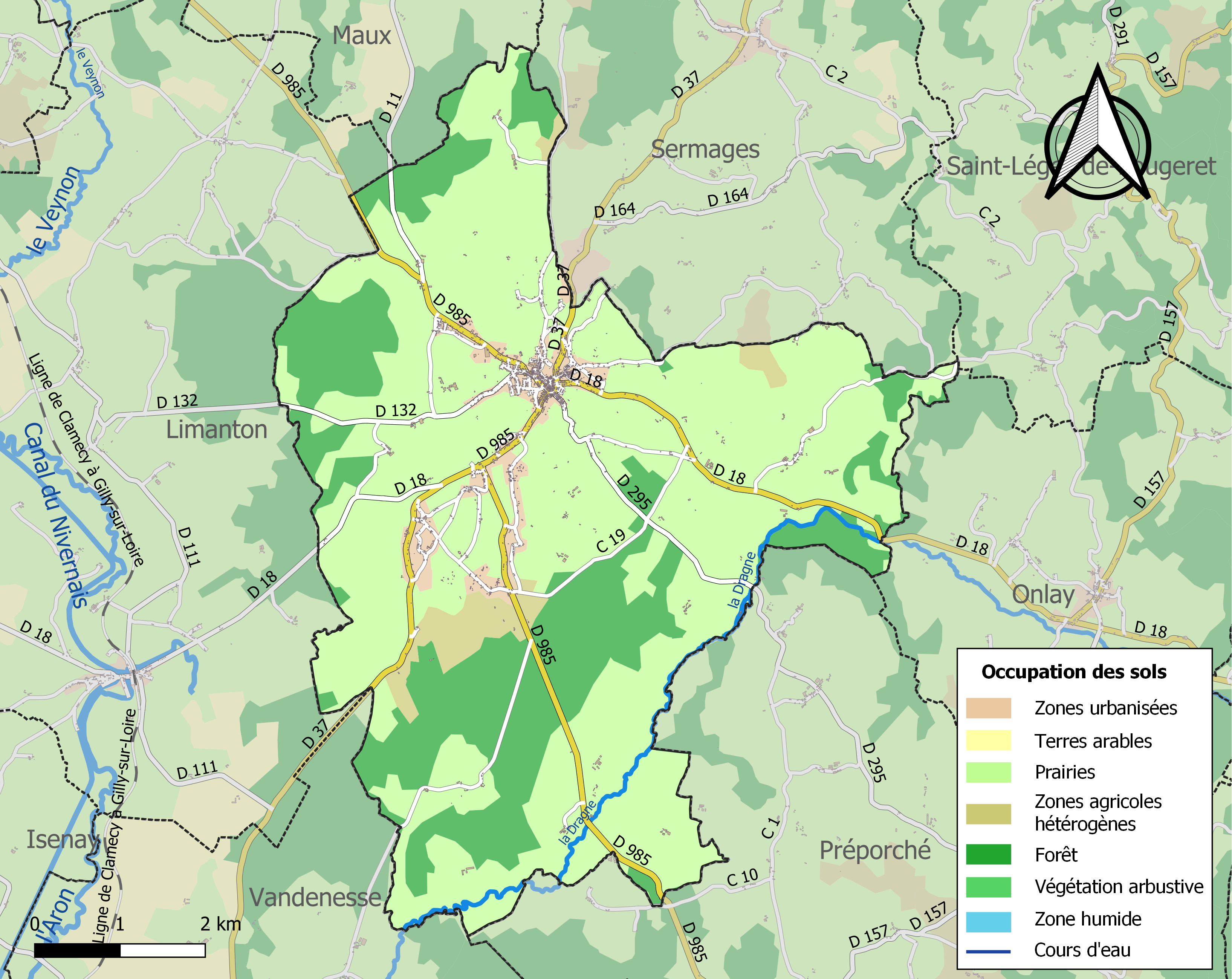
Kaart van de gemeente met de belangrijkste infrastructuur, bodemgebruik en omliggende gemeenten

## Demografie
Onderstaande figuur toont het verloop van het inwonertal (bron: INSEE-tellingen).

## Geboren
- Amédée Dunois (1878-1945), journalist en verzetsstrijder